# Mangueira em Dois Tempos
Mangueira em Dois Tempos (em inglês: Mangueira in 2 Beats) é um documentário brasileiro de 2021 dirigido, roteirizado e produzido por Ana Maria Magalhães, que depois de quase trinta anos do documentário Mangueira do Amanhã da mesma diretora, mostra o crescimento e a evolução de ex-participantes da escola de samba mirim Mangueira do Amanhã hoje em dia atuando na escola de samba Estação Primeira de Mangueira. Sua pré-estreia aconteceu ao longo de 2020 e a estreia nos cinemas aconteceu em 5 de agosto de 2021.
Ganhou o prêmio de "Melhor Documentário" no International New York Film Festival e "Menção Honrosa" no Los Angeles Brazilian Film Festival em 2020 e "Honra ao Mérito" por sua causa social no Docs Without Borders Film Festival de 2021.